# Decca-Sender Zeven

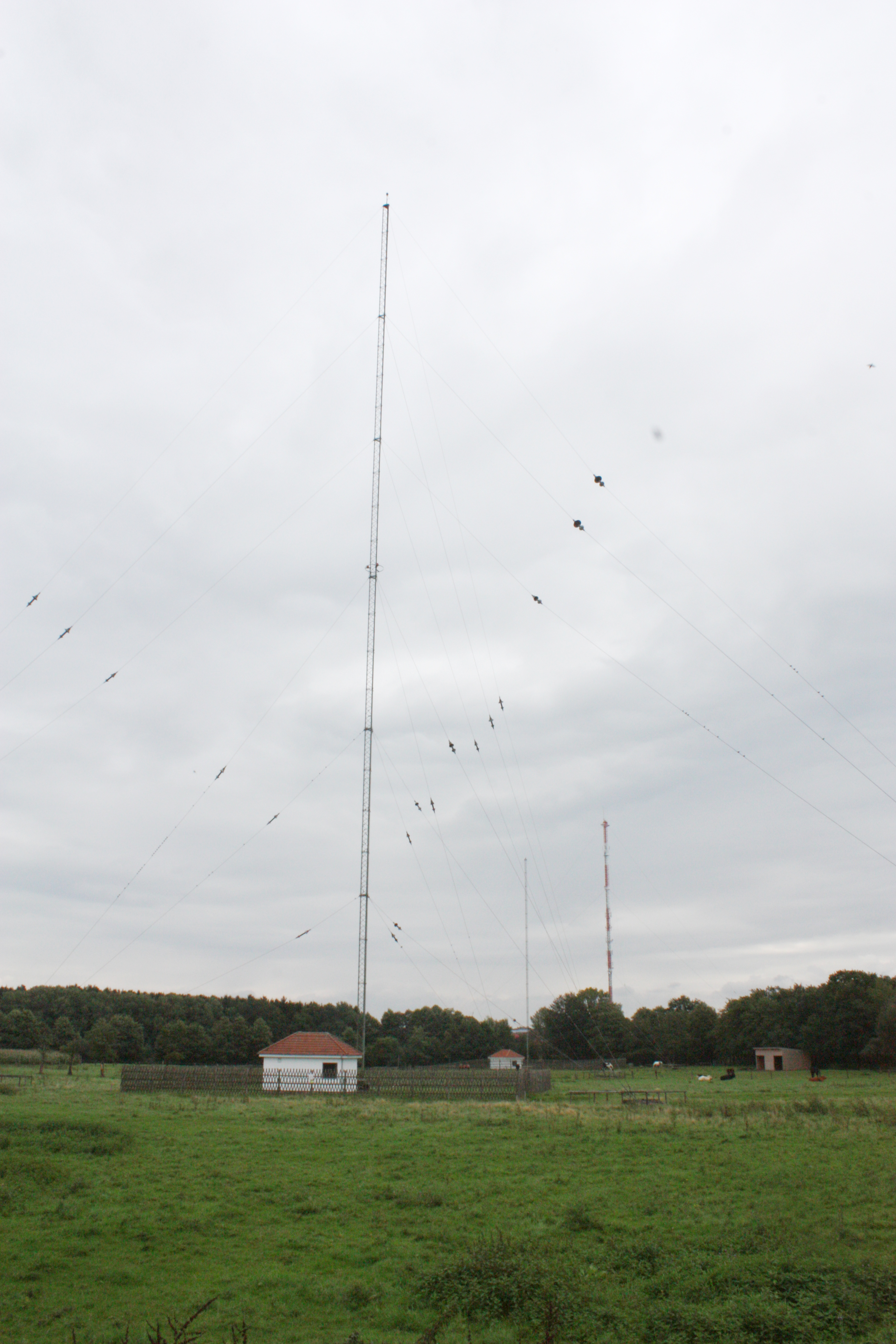
Sendeanlagen in Zeven

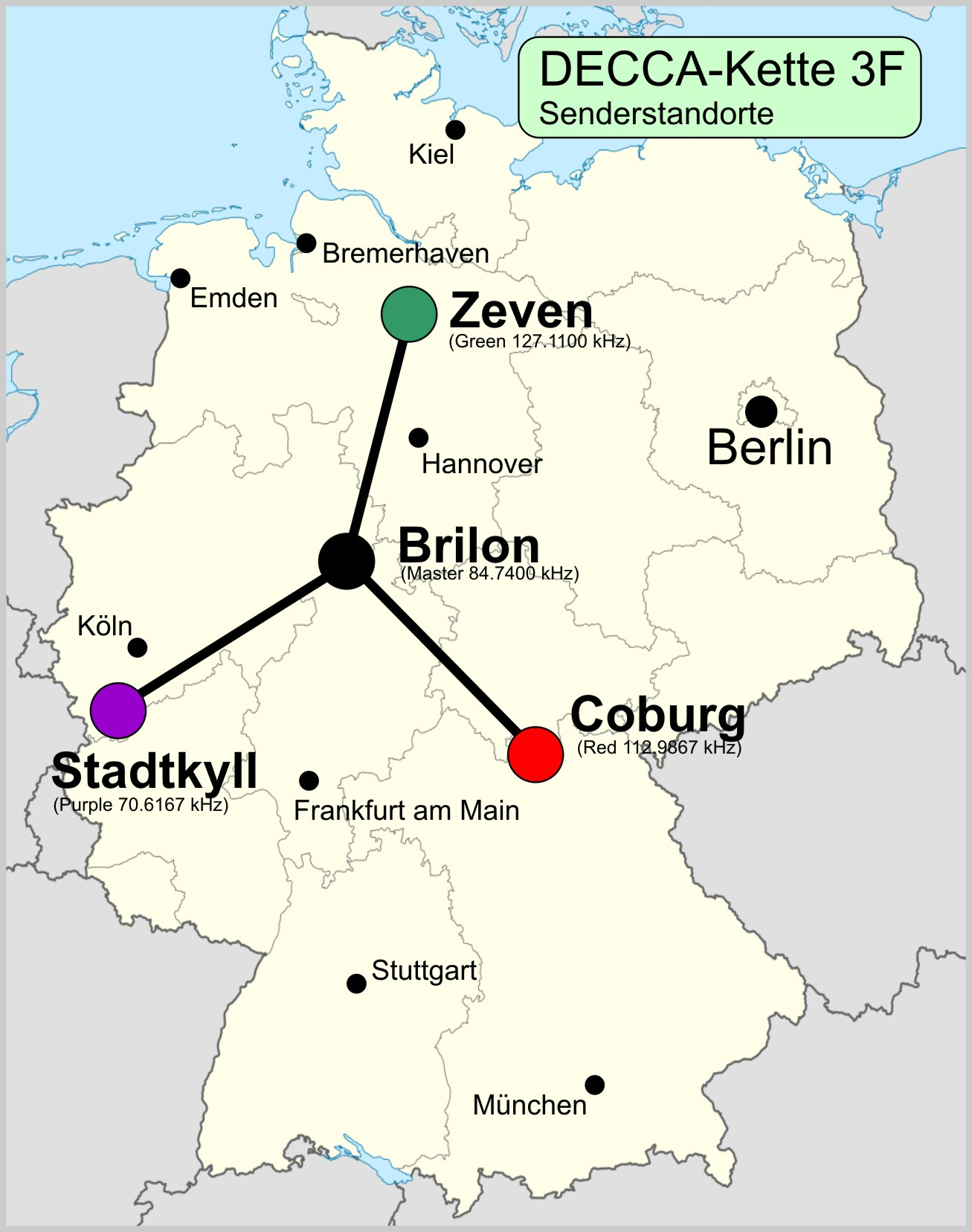
Decca-Kette 3F

Der Decca-Sender Zeven (häufig auch in Großbuchstaben geschrieben: DECCA-Sender Zeven) war eine Sendeanlage des Decca-Navigationssystems in der Nähe von Zeven in Niedersachsen in Deutschland. Der Decca-Sender Zeven nutzte als Hauptsendeantenne einen 93 Meter hohen, gegen Erde isolierten, abgespannten Stahlfachwerkmast und als Reserveantenne einen 46 Meter hohen abgespannten Stahlfachwerkmast, der ebenfalls gegen Erde isoliert ist.
Der Decca-Sender Zeven gehörte bis 1992 zur 1952 eingerichteten deutschen Decca-Kette 3F für die Funknavigation in den Luftkorridoren von und nach West-Berlin, die aus den Sendern Brilon, Stadtkyll und Coburg-Lautertal bestand. In dieser Kette übernahm er die Funktion der „Green“-Station und sendete auf 127,1100 kHz.
Ab 1968 diente die Station auch als Purple-Station der friesischen Kette und belegte die Frequenz 71,433 kHz. Für diesen Zweck wurde ein weiterer, 93 Meter hoher Sendemast errichtet, der im Unterschied zum 1952 errichteten Sendemast grau gestrichen war. Von 1992 bis zur Einstellung des Betriebs der friesischen Decca-Kette am 31. Dezember 1999 wurde diese Station exklusiv für diese Decca-Kette betrieben.
Der 1952 errichtete Sendemast wurde 1992 an die Deutsche Telekom AG übergeben und in einem Mobilfunkmast umgebaut, wofür die mit Isolatoren unterteilten Pardunen durch solche ohne Isolatoren ersetzt wurden.
Am 19. April 2017 um 10.30 Uhr wurde der 93 Meter hohe, 1952 errichtete Sendemast gesprengt, nachdem ein daneben errichteter, 65 Meter hoher Stahlfachwerkturm seine Aufgaben als Träger von Mobilfunkantennen übernommen hatte.

## Differential Global Positioning System
Nach der Stilllegung wurde die Anlage bis zum Jahr 2004 nicht genutzt. Seit diesem Jahr dient sie zur Ausstrahlung von Mittelwellen-DGPS-Signalen auf der Frequenz 303,5 kHz. Die ID der Referenzstation ist 763. Gemeinsam mit dem DGPS-Sender Groß Mohrdorf (20 km nordwestlich von Stralsund) und dem DGPS-Sender auf Helgoland decken diese drei Sender die gesamte deutsche Nord- und Ostseeküste ab. Obwohl der DGPS-Sender auf Helgoland die deutsche Nordseeküste auch alleine abdecken könnte, wurde der DGPS-Sender Zeven zusätzlich in Betrieb genommen, um eine höhere Verfügbarkeit für die Hafenzufahrten an Elbe, Weser und Ems zu haben. Die Reichweite der Sender beträgt jeweils ca. 285 km.
Zwischen dem 19. Juli 2013 und dem 29. November 2013 wurde der 93 Meter hohe Sendemast des DGPS-Senders, welcher bis 2000 für die friesische DECCA-Kette genutzt wurde, durch einen freistehenden, 25,2 Meter hohen Sendeturm ersetzt, wie er auch von den anderen DGPS-Sendern in Deutschland verwendet wird.